# 千里新城
千里新城（日语：／）是跨越大阪府豐中市、吹田市，位于千里丘陵的一处新市鎮。该地由大阪府企業局开发，开发面積約1,160ha，计划人口150,000人，是日本最早的大規模新城开发计划。开发開始後，1963年首次制定适用的新住宅市街地開発法，对后来的多摩新市鎮（東京都）、港北新城（神奈川縣横滨市）等各地新城的开发都有很大的影响。